# Calendrier international féminin UCI
Le Calendrier international féminin UCI réunit les principales courses féminines de cyclisme sur route organisée sous l'égide de l'Union cycliste internationale. Il se compose d'environ 70 compétitions organisées sur les cinq continents. Les courses World Tour ainsi que les championnats du monde sont inclus dans le calendrier.

## Classification des courses
Les courses par étapes et les courses d'un jour (ou classiques) sont classées en plusieurs catégories, en rapport à leur importance. Il existe les :
- championnats du monde (CM) ;
- championnats continentaux (CC) et nationaux (CN)
- épreuves World Tour depuis 2016 :
  - catégorie 1.WWT (course d'un jour) ;
  - catégorie 2.WWT (course par étapes) ;
- épreuves UCI ProSeries depuis 2020 :
  - catégorie 1.Pro (course d'un jour) ;
  - catégorie 2.Pro (course par étapes) ;
- courses de première catégorie, qui sont divisées en deux catégories :
  - catégorie 1.1 (course d'un jour) ;
  - catégorie 2.1 (course par étapes) ;
- courses de deuxième catégorie, qui sont divisées en deux catégories :
  - catégorie 1.2 (course d'un jour) ;
  - catégorie 2.2 (course par étapes) ;

Ancienne classification :
- épreuves de Coupe du monde (CDM) jusqu'en 2015
- catégorie 1.9.2 : équivalent de 1.2
- catégorie 1.9.1 : équivalent de 1.1

## Classement
Selon la typologie de la course, des points sont attribués afin de réaliser un classement individuel, un classement par équipes et un classement par pays.
- Classement individuel : il est calculé mensuellement par l'addition des points obtenus par chaque coureuse, dans les courses inscrites au calendrier. Dans le même temps, les points obtenus durant la même période l'année précédente sont déduits.
- Classement par équipes : il est calculé en additionnant les points obtenus par les quatre coureuses de chaque équipe les mieux placées au classement individuel.
- Classement par pays : il est calculé en additionnant les points obtenus par les cinq coureuses de chaque pays les mieux placées au classement individuel.

## Palmarès
L'UCI a introduit le premier classement mondial féminin pour le cyclisme sur route en 1994.
| Saison | Meilleure coureuse     | Meilleure coureuse        | Meilleur nation  |
| ------ | ---------------------- | ------------------------- | ---------------- |
| 1994   | Monica Valvik-Valen    | Monica Valvik-Valen       |                  |
| 1995   | Jeannie Longo-Ciprelli | Jeannie Longo-Ciprelli    |                  |
| 1996   | Jeannie Longo-Ciprelli | Jeannie Longo-Ciprelli    |                  |
| 1997   | Hanka Kupfernagel      | Hanka Kupfernagel         |                  |
| 1998   | Alessandra Cappellotto | Alessandra Cappellotto    | Lituanie         |
| Saison | Meilleure coureuse     | Meilleure équipe          | Meilleure nation |
| 1999   | Hanka Kupfernagel      | Saturn                    | Allemagne        |
| 2000   | Diana Žiliūtė          | Acca Due O-Lorena Camicie | Italie           |
| 2001   | Anna Millward          | Saturn                    | Allemagne        |
| 2002   | Susanne Ljungskog      | Saturn                    | Allemagne        |
| 2003   | Susanne Ljungskog      | Bik-Power Plate           | Allemagne        |
| 2004   | Judith Arndt           | Nürnberger Versicherungen | Allemagne        |
| 2005   | Oenone Wood            | Nürnberger Versicherung   | Allemagne        |
| 2006   | Nicole Cooke           | Univega Pro Cycling Team  | Allemagne        |
| 2007   | Marianne Vos           | T-Mobile Women            | Allemagne        |
| 2008   | Marianne Vos           | Team Columbia Women       | Allemagne        |
| 2009   | Marianne Vos           | Cervélo TestTeam Women    | Pays-Bas         |
| 2010   | Marianne Vos           | Cervélo TestTeam Women    | Pays-Bas         |
| 2011   | Marianne Vos           | Nederland Bloeit          | Pays-Bas         |
| 2012   | Marianne Vos           | Stichting Rabo Women      | Pays-Bas         |
| 2013   | Emma Johansson         | Orica-AIS                 | Pays-Bas         |
| 2014   | Marianne Vos           | Rabo Liv Women            | Pays-Bas         |
| 2015   | Anna van der Breggen   | Rabo Liv Women            | Pays-Bas         |
| 2016   | Megan Guarnier         | Boels Dolmans             | Pays-Bas         |
| 2017   | Annemiek van Vleuten   | Boels Dolmans             | Pays-Bas         |
| 2018   | Annemiek van Vleuten   | Boels Dolmans             | Pays-Bas         |
| 2019   | Lorena Wiebes          | Boels Dolmans             | Pays-Bas         |
| 2020   | Anna van der Breggen   | Trek-Segafredo            | Pays-Bas         |
| 2021   | Annemiek van Vleuten   | SD Worx                   | Pays-Bas         |
| 2022   | Annemiek van Vleuten   | SD Worx                   | Pays-Bas         |
| 2023   | Demi Vollering         | SD Worx                   | Pays-Bas         |
| 2024   | Lotte Kopecky          | SD Worx                   | Pays-Bas         |
| 2025   | .                      | .                         | .                |

## Barème
| Courses UCI        | Courses UCI    | Courses UCI | Courses UCI |
| Pos.               | Coupe du monde | Catégorie 1 | Catégorie 2 |
| ------------------ | -------------- | ----------- | ----------- |
| 1                  | 100            | 80          | 40          |
| 2                  | 70             | 56          | 30          |
| 3                  | 42             | 32          | 16          |
| 4                  | 30             | 24          | 12          |
| 5                  | 25             | 20          | 10          |
| 6                  | 20             | 16          | 8           |
| 7                  | 15             | 12          | 6           |
| 8                  | 10             | 8           | 3           |
| 9                  | 9              | 7           |             |
| 10                 | 8              | 6           |             |
| 11                 | 7              | 5           |             |
| 12                 | 6              | 3           |             |
| 13                 | 5              |             |             |
| 14                 | 4              |             |             |
| 15                 | 3              |             |             |
| Points par étapes  |                |             |             |
| 1                  |                | 16          | 8           |
| 2                  | 11             | 5           |             |
| 3                  | 6              | 2           |             |
| 4                  | 5              |             |             |
| 5                  | 4              |             |             |
| 6                  | 2              |             |             |
| Maillot de leadeur |                |             |             |
| 1                  | 10             | 8           | 4           |

| Championnats continentaux | Championnats continentaux | Championnats continentaux | Championnats continentaux | Championnats continentaux | Championnats continentaux | Championnats continentaux |
|                           | Europe et Amérique        | Europe et Amérique        | Asie                      | Asie                      | Océanie et Afrique        | Océanie et Afrique        |
| Pos.                      | CEL                       | CLM                       | CEL                       | CLM                       | CEL                       | CLM                       |
| ------------------------- | ------------------------- | ------------------------- | ------------------------- | ------------------------- | ------------------------- | ------------------------- |
| 1                         | 80                        | 16                        | 60                        | 12                        | 40                        | 8                         |
| 2                         | 56                        | 11                        | 40                        | 9                         | 30                        | 5                         |
| 3                         | 32                        | 6                         | 27                        | 5                         | 16                        | 2                         |
| 4                         | 24                        | 5                         | 20                        | 3                         | 12                        |                           |
| 5                         | 20                        | 4                         | 15                        |                           | 10                        |                           |
| 6                         | 16                        | 2                         | 10                        | 8                         |                           |                           |
| 7                         | 12                        |                           | 9                         | 6                         |                           |                           |
| 8                         | 8                         | 5                         |                           |                           |                           |                           |
| 9                         | 7                         | 3                         |                           |                           |                           |                           |
| 10                        | 6                         |                           |                           |                           |                           |                           |
| 11                        | 5                         |                           |                           |                           |                           |                           |
| 12                        | 3                         |                           |                           |                           |                           |                           |

| Championnats nationaux | Championnats nationaux | Championnats nationaux | Championnats nationaux  | Championnats nationaux  |
|                        | 1re-10e place          | 1re-10e place          | Au-delà de la 11e place | Au-delà de la 11e place |
| Pos.                   | CEL                    | CLM                    | CEL                     | CLM                     |
| ---------------------- | ---------------------- | ---------------------- | ----------------------- | ----------------------- |
| 1                      | 40                     | 8                      | 10                      | 3                       |
| 2                      | 30                     | 5                      | 7                       | 2                       |
| 3                      | 16                     | 2                      | 5                       |                         |
| 4                      | 12                     |                        | 3                       |                         |
| 5                      | 10                     |                        |                         |                         |
| 6                      | 8                      |                        |                         |                         |
| 7                      | 6                      |                        |                         |                         |
| 8                      | 3                      |                        |                         |                         |

| Jeux olympiques et Championnats du monde | Jeux olympiques et Championnats du monde | Jeux olympiques et Championnats du monde |
| Pos.                                     | CEL                                      | CLM                                      |
| ---------------------------------------- | ---------------------------------------- | ---------------------------------------- |
| 1                                        | 200                                      | 100                                      |
| 2                                        | 170                                      | 70                                       |
| 3                                        | 140                                      | 40                                       |
| 4                                        | 130                                      | 30                                       |
| 5                                        | 120                                      | 25                                       |
| 6                                        | 110                                      | 20                                       |
| 7                                        | 100                                      | 15                                       |
| 8                                        | 90                                       | 10                                       |
| 9                                        | 80                                       | 9                                        |
| 10                                       | 70                                       | 8                                        |
| 11                                       | 60                                       | 7                                        |
| 12                                       | 50                                       | 6                                        |
| 13                                       | 40                                       | 5                                        |
| 14                                       | 30                                       | 4                                        |
| 15                                       | 20                                       | 3                                        |
| 16                                       | 15                                       |                                          |
| 17                                       | 10                                       |                                          |
| 18                                       | 8                                        |                                          |
| 19                                       | 5                                        |                                          |
| 20                                       | 3                                        |                                          |